# Éliminatoires du Championnat d'Europe féminin de football 2025
Navigation
Édition précédente Édition suivante
Les éliminatoires du Championnat d'Europe féminin de football 2025 se déroulent du 3 avril au 3 décembre 2024 et qualifient quinze des seize équipes participantes à la phase finale de l'Euro 2025, qui se déroulera en Suisse du 2 au 27 juillet 2025, l'équipe suisse étant qualifiée d'office.

## Nouveau format
Les Éliminatoires européens commencent en avril 2024 et se déroulent suivant un système similaire à la Ligue des nations avec 3 ligues : A (16 équipes), B (16 équipes) et C (19 équipes). Le format proposé le 3 novembre 2022 est approuvé le 25 janvier 2023,
Les équipes sont réparties en groupes de quatre équipes plus un seul groupe de trois équipes, en Ligue C. Les équipes au sein de chaque groupe se rencontrent en matchs aller-retour (6 journées au total),.
À la fin de la phase de ligue de qualification pour l'Euro 2025, un classement général des éliminatoires est établi pour déterminer les 8 meilleures équipes de la Ligue A qui se qualifient directement. Les 8 moins bonnes équipes de la Ligue A, les 12 meilleures équipes de la Ligue B et les 8 meilleures équipes de la Ligue C se qualifient pour les barrages.
Au premier tour des barrages, les équipes classées troisième et quatrième de groupe en Ligue A joueront face aux équipes classées première et aux trois meilleures équipes classés deuxième de groupe en Ligue C dans la Voie 1 tandis que les équipes classées premières et les deux meilleures équipes classées deuxième de groupe en Ligue B joueront face aux deux moins bonnes équipes classées deuxième et aux équipes classées troisième de chaque groupe en Ligue B dans la Voie 2.
Au deuxième tour des barrages, les 14 vainqueurs du premier tour s'affrontent en match à élimination directe, les 7 équipes gagnantes se qualifiant pour la phase finale.
| Rang | Ligue A   | Ligue B*          | Ligue B*        | Ligue C      | Ligue C         |
| ---- | --------- | ----------------- | --------------- | ------------ | --------------- |
| 1    | Euro 2025 | Barrages          | Barrages        | Barrages     | Barrages        |
| 2    | Euro 2025 | Barrages          | Barrages        | Barrages (3) | Élimination (2) |
| 3    | Barrages  | Barrages          | Barrages        | Élimination  | Élimination     |
| 4    | Barrages  | Barrages (0 ou 1) | Élimination (3) | Élimination  | Élimination     |

- La Suisse, en ligue B, est automatiquement qualifiée pour l'Euro 2025 en tant que pays hôte. Si cette sélection termine quatrième de son groupe, aucun quatrième ne peut accéder aux barrages.

À la fin de ces éliminatoires, les équipes classées première de chaque groupe des Ligues B et C seront promues aux Ligues A et B tandis que les équipes classées dernière de chaque groupe des Ligues A et B ainsi que l'équipe moins bonne troisième de groupe de la Ligue B seront reléguées aux Ligues B et C.
| Rang | Ligue A    | Ligue B      | Ligue B        | Ligue C   |
| ---- | ---------- | ------------ | -------------- | --------- |
| 1    | Maintien   | Promotion    | Promotion      | Promotion |
| 2    | Maintien   | Maintien     | Maintien       | Maintien  |
| 3    | Maintien   | Maintien (3) | Relégation (1) | Maintien  |
| 4    | Relégation | Relégation   | Relégation     | Maintien  |

## Calendrier
| Nom                                             | Tirage au sort       | Date aller             | Date retour                  | Participants | Euro 2025 | Barrages | Élimination |
| ----------------------------------------------- | -------------------- | ---------------------- | ---------------------------- | ------------ | --------- | -------- | ----------- |
| Phase de groupes (2024)                         |                      |                        |                              |              |           |          |             |
| Journées 1 et 4 Journées 2 et 5 Journées 3 et 6 | 5 mars 2024 Nyon     | 5 avril 9 avril 31 mai | 4 juin 12 juillet 16 juillet | 51           | 8 + 1(PH) | 28       | 14          |
| Barrages (2024)                                 |                      |                        |                              |              |           |          |             |
| 1er tour                                        | 19 juillet 2024 Nyon | 25 octobre             | 29 octobre                   | 28           |           |          | 14          |
| 2e tour                                         | 19 juillet 2024 Nyon | 29 novembre            | 3 décembre                   | 14           | 7         |          | 7           |

## Participants
Les associations membres de l'UEFA prennent part aux qualifications pour l'Euro 2025 :
- Albanie
- Allemagne
- Andorre
- Angleterre
- Arménie
- Autriche
- Azerbaïdjan
- Biélorussie
- Belgique
- Bosnie-Herzégovine
- Bulgarie
- Croatie
- Chypre
- Danemark
- Écosse
- Espagne
- Estonie
- Finlande
- France
- Géorgie
- Grèce
- Hongrie
- Îles Féroé
- République d'Irlande
- Irlande du Nord
- Islande
- Israël
- Italie
- Kazakhstan
- Kosovo
- Lettonie
- Lituanie
- Luxembourg
- Macédoine du Nord
- Malte
- Moldavie
- Monténégro
- Norvège
- Pays-Bas
- Pays de Galles
- Pologne
- Portugal
- Tchéquie
- Roumanie
- Serbie
- Slovaquie
- Slovénie
- Suède
- Turquie
- Ukraine

Particularités :
- La  Russie est suspendue depuis le 2 mai 2022 de toutes compétitions organisées par l'UEFA[6].
- Saint-Marin n'a pas d'équipe féminine.
- Le  Liechtenstein et  Gibraltar ont une équipe féminine mais ne participent pas à la compétition.
- La  Suisse participe aux qualifications malgré son statut de pays organisateur.

## Ligues

### Compositions des ligues
Les équipes sont reparties sur la base du classement de la Ligue des nations 2023-2024. Le tirage au sort des différents groupes de chaque ligue a lieu le 5 mars 2024 à Nyon en Suisse.
Composition des ligues à l'issue de la Ligue des nations 2023-2024, figure ci-après :

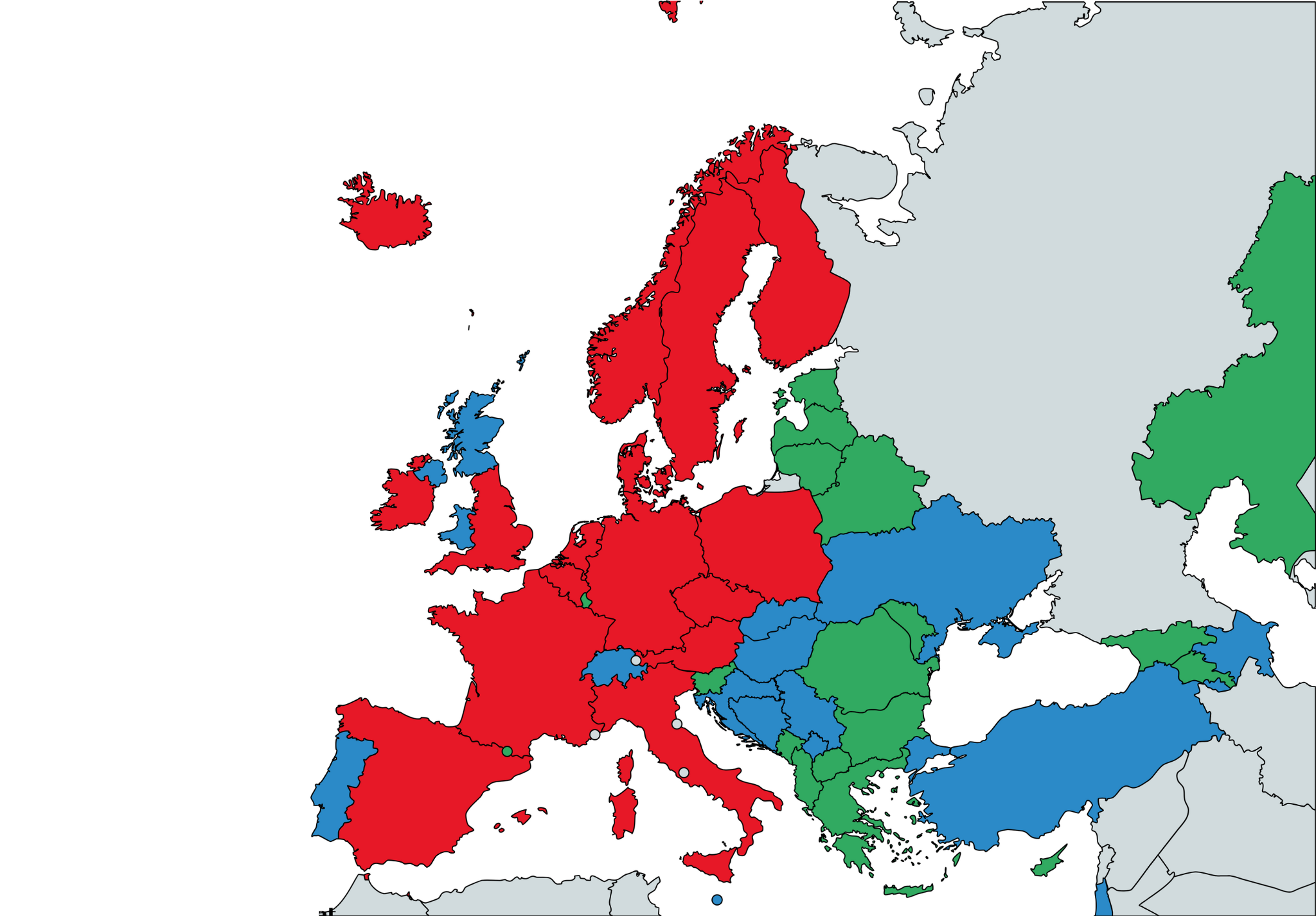
Carte de la répartition des ligues:
Équipe prenant part à la Ligue A
Équipe prenant part à la Ligue B
Équipe prenant part à la Ligue C

| Légende - Équipes placées dans le chapeau 1 - Équipes placées dans le chapeau 2 - Équipes placées dans le chapeau 3 - Équipes placées dans le chapeau 4 |

| Équipe               | Rang Ligue  | Rang |
| -------------------- | ----------- | ---- |
| Espagne              | 1er Ligue A | 1    |
| France               | 2e Ligue A  | 2    |
| Allemagne            | 3e Ligue A  | 3    |
| Pays-Bas             | 4e Ligue A  | 4    |
| Angleterre           | 5e Ligue A  | 5    |
| Danemark             | 6e Ligue A  | 6    |
| Italie               | 7e Ligue A  | 7    |
| Autriche             | 8e Ligue A  | 8    |
| Islande              | 9e Ligue A  | 9    |
| Belgique             | 10e Ligue A | 10   |
| Suède                | 11e Ligue A | 11   |
| Norvège              | 12e Ligue A | 12   |
| République d'Irlande | 1er Ligue B | 17   |
| Finlande             | 2e Ligue B  | 18   |
| Pologne              | 3e Ligue B  | 19   |
| Tchéquie             | 4e Ligue B  | 20   |

| Équipe             | Rang Ligue  | Rang |
| ------------------ | ----------- | ---- |
| Portugal           | 13e Ligue A | 13   |
| Suisse             | 14e Ligue A | 14   |
| Écosse             | 15e Ligue A | 15   |
| Pays de Galles     | 16e Ligue A | 16   |
| Bosnie-Herzégovine | 5e Ligue B  | 21   |
| Serbie             | 6e Ligue B  | 22   |
| Croatie            | 7e Ligue B  | 23   |
| Hongrie            | 8e Ligue B  | 24   |
| Slovaquie          | 9e Ligue B  | 25   |
| Irlande du Nord    | 10e Ligue B | 26   |
| Ukraine            | 11e Ligue B | 27   |
| Turquie            | 1er Ligue C | 33   |
| Malte              | 2e Ligue C  | 34   |
| Israël             | 3e Ligue C  | 35   |
| Kosovo             | 4e Ligue C  | 36   |
| Azerbaïdjan        | 5e Ligue C  | 37   |

| Équipe            | Rang Ligue  | Rang |
| ----------------- | ----------- | ---- |
| Slovénie          | 12e Ligue B | 28   |
| Grèce             | 13e Ligue B | 29   |
| Biélorussie       | 14e Ligue B | 30   |
| Roumanie          | 15e Ligue B | 31   |
| Albanie           | 16e Ligue B | 32   |
| Lettonie          | 6e Ligue C  | 38   |
| Monténégro        | 7e Ligue C  | 39   |
| Bulgarie          | 8e Ligue C  | 40   |
| Estonie           | 9e Ligue C  | 41   |
| Lituanie          | 10e Ligue C | 42   |
| Luxembourg        | 11e Ligue C | 43   |
| Kazakhstan        | 12e Ligue C | 44   |
| Macédoine du Nord | 13e Ligue C | 45   |
| Chypre            | 14e Ligue C | 46   |
| Andorre           | 15e Ligue C | 47   |
| Géorgie           | 16e Ligue C | 48   |
| Moldavie          | 17e Ligue C | 49   |
| Îles Féroé        | 18e Ligue C | 50   |
| Arménie           | 19e Ligue C | 51   |

### Critères

#### Critères pour le classement des groupes
En cas d’égalité de points de plusieurs équipes à l'issue des matchs de groupe, les critères suivants sont appliqués dans l'ordre indiqué pour établir leur classement :
1. Plus grand nombre de points obtenus dans les matches de groupe disputés entre les équipes concernées ;
2. Meilleure différence de buts dans les matches de groupe disputés entre les équipes concernées ;
3. Plus grand nombre de buts marqués dans les matches de groupe disputés entre les équipes concernées ;
4. Si, après l’application des critères 1) à 3), plusieurs équipes sont toujours à égalité, les critères 1) à 3) sont à nouveau appliqués exclusivement aux matches entre les équipes restantes afin de déterminer leur classement final. Si cette procédure ne donne pas de résultat, les critères 5) à 11) s’appliquent dans l'ordre indiqué aux équipes encore à égalité ;
5. Meilleure différence de buts générale ;
6. Plus grand nombre de buts marqués ;
7. Plus grand nombre de buts marqués à l'extérieur ;
8. Plus grand nombre de victoires ;
9. Plus grand nombre de victoires à l'extérieur ;
10. Meilleur classement du fair-play dans tous les matches du groupe (-1 point pour un carton jaune, -3 points pour deux cartons jaunes menant à un carton rouge, -3 points pour un carton rouge direct) ;
11. Position au classement général de la Ligue des nations.

#### Critères pour le classement des ligues
Le classement de chaque ligue se fait de la façon suivante :
1. Position des équipes dans chaque groupe ;
2. Plus grand nombre de points obtenus ;
3. Meilleure différence de buts générale ;
4. Plus grand nombre de buts marqués ;
5. Plus grand nombre de buts marqués à l'extérieur ;
6. Plus grand nombre de victoires ;
7. Plus grand nombre de victoires à l'extérieur;
8. Classement du fair-play dans tous les matches du groupe (-1 point pour un carton jaune, -3 points pour deux cartons jaunes menant à un carton rouge, -3 points pour un carton rouge direct) ;
9. Position au classement général de la Ligue des nations.

Afin de classer les équipes dans les ligues composées de groupes de taille différente, la procédure suivante s'applique :
1. les résultats contre les équipes classées quatrièmes ne sont pas pris en compte ;
2. tous les résultats sont pris en compte dans le but de comparer les équipes classées quatrième dans leurs groupes respectifs.

#### Critères pour le classement général
Dans le but d'attribuer les équipes dans les différents chapeaux du tirage au sort de la prochaine édition de la Ligue des nations (2025-2026), le classement général des Éliminatoires de l'Euro 2025 est établi comme suit :
- les seize équipes de la Ligue A sont réparties de la 1re à la 16e place en fonction du classement individuel de la ligue ;
- les seize équipes de la Ligue B sont réparties de la 17e à la 32e place en fonction du classement individuel de la ligue ;
- les équipes de la Ligue C sont réparties de la 33e à la 51e place en fonction du classement individuel de la ligue. (Ce nombre peut varier en fonction du nombre d'inscrits)

### Ligue A
Légende des classements
- Qualification pour l'Euro 2025
- Qualification pour les barrages

#### Groupe A1
| Rang | Équipe     | Pts | J | G | N | P | Bp | Bc | Diff |  | Résultats (▼ dom., ► ext.) |     |     |     |     |
| ---- | ---------- | --- | - | - | - | - | -- | -- | ---- |  | -------------------------- | --- | --- | --- | --- |
| 1    | Italie     | 9   | 6 | 2 | 3 | 1 | 8  | 3  | +5   |  | Italie                     |     | 2-0 | 1-1 | 4-0 |
| 2    | Pays-Bas   | 9   | 6 | 2 | 3 | 1 | 4  | 4  | 0    |  | Pays-Bas                   | 0-0 |     | 1-0 | 1-0 |
| 3    | Norvège    | 7   | 6 | 1 | 4 | 1 | 7  | 4  | +3   |  | Norvège                    | 0-0 | 1-1 |     | 4-0 |
| 4    | Finlande P | 5   | 6 | 1 | 2 | 3 | 4  | 12 | -8   |  | Finlande P                 | 2-1 | 1-1 | 1-1 |     |

#### Groupe A2
| Rang | Équipe     | Pts | J | G | N | P | Bp | Bc | Diff |  | Résultats (▼ dom., ► ext.) |     |     |     |     |
| ---- | ---------- | --- | - | - | - | - | -- | -- | ---- |  | -------------------------- | --- | --- | --- | --- |
| 1    | Espagne    | 15  | 6 | 5 | 0 | 1 | 18 | 5  | +13  |  | Espagne                    |     | 3-2 | 2-0 | 3-1 |
| 2    | Danemark   | 12  | 6 | 4 | 0 | 2 | 14 | 8  | +6   |  | Danemark                   | 0-2 |     | 4-2 | 2-0 |
| 3    | Belgique   | 4   | 6 | 1 | 1 | 4 | 5  | 18 | -13  |  | Belgique                   | 0-7 | 0-3 |     | 1-1 |
| 4    | Tchéquie P | 4   | 6 | 1 | 1 | 4 | 6  | 12 | -6   |  | Tchéquie P                 | 2-1 | 1-3 | 1-2 |     |

#### Groupe A3
| Rang | Équipe                 | Pts | J | G | N | P | Bp | Bc | Diff |  | Résultats (▼ dom., ► ext.) |     |     |     |     |
| ---- | ---------------------- | --- | - | - | - | - | -- | -- | ---- |  | -------------------------- | --- | --- | --- | --- |
| 1    | France                 | 12  | 6 | 4 | 0 | 2 | 8  | 7  | +1   |  | France                     |     | 1-2 | 2-1 | 1-0 |
| 2    | Angleterre             | 11  | 6 | 3 | 2 | 1 | 8  | 5  | +3   |  | Angleterre                 | 1-2 |     | 1-1 | 2-1 |
| 3    | Suède                  | 8   | 6 | 2 | 2 | 2 | 6  | 4  | +2   |  | Suède                      | 0-1 | 0-0 |     | 1-0 |
| 4    | République d'Irlande P | 3   | 6 | 1 | 0 | 5 | 4  | 10 | -6   |  | République d'Irlande P     | 3-1 | 0-2 | 0-3 |     |

#### Groupe A4
| Rang | Équipe    | Pts | J | G | N | P | Bp | Bc | Diff |  | Résultats (▼ dom., ► ext.) |     |     |     |     |
| ---- | --------- | --- | - | - | - | - | -- | -- | ---- |  | -------------------------- | --- | --- | --- | --- |
| 1    | Allemagne | 15  | 6 | 5 | 0 | 1 | 17 | 8  | +9   |  | Allemagne                  |     | 3-1 | 4-0 | 4-1 |
| 2    | Islande   | 13  | 6 | 4 | 1 | 1 | 11 | 5  | +6   |  | Islande                    | 3-0 |     | 2-1 | 3-0 |
| 3    | Autriche  | 7   | 6 | 2 | 1 | 3 | 10 | 12 | -2   |  | Autriche                   | 2-3 | 1-1 |     | 3-1 |
| 4    | Pologne P | 0   | 6 | 0 | 0 | 6 | 4  | 17 | -13  |  | Pologne P                  | 1-3 | 0-1 | 1-3 |     |

### Ligue B
Légende des classements
- Qualification pour les barrages
- Qualification possible pour les barrages

#### Groupe B1
| Rang | Équipe        | Pts | J | G | N | P | Bp | Bc | Diff |  | Résultats (▼ dom., ► ext.) |     |     |     |     |
| ---- | ------------- | --- | - | - | - | - | -- | -- | ---- |  | -------------------------- | --- | --- | --- | --- |
| 1    | Suisse R      | 15  | 6 | 5 | 0 | 1 | 14 | 3  | +11  |  | Suisse R                   |     | 3-1 | 2-1 | 3-0 |
| 2    | Turquie P     | 9   | 6 | 3 | 0 | 3 | 8  | 8  | 0    |  | Turquie P                  | 0-2 |     | 2-1 | 1-0 |
| 3    | Hongrie       | 7   | 6 | 2 | 1 | 3 | 10 | 9  | +1   |  | Hongrie                    | 1-0 | 1-4 |     | 1-1 |
| 4    | Azerbaïdjan P | 4   | 6 | 1 | 1 | 4 | 2  | 14 | -12  |  | Azerbaïdjan P              | 0-4 | 1-0 | 0-5 |     |

#### Groupe B2
| Rang | Équipe    | Pts | J | G | N | P | Bp | Bc | Diff |  | Résultats (▼ dom., ► ext.) |     |     |     |     |
| ---- | --------- | --- | - | - | - | - | -- | -- | ---- |  | -------------------------- | --- | --- | --- | --- |
| 1    | Écosse R  | 16  | 6 | 5 | 1 | 0 | 13 | 1  | +12  |  | Écosse R                   |     | 1-0 | 1-0 | 4-1 |
| 2    | Serbie    | 13  | 6 | 4 | 1 | 1 | 11 | 4  | +7   |  | Serbie                     | 0-0 |     | 2-1 | 1-0 |
| 3    | Slovaquie | 4   | 6 | 1 | 1 | 4 | 5  | 11 | -6   |  | Slovaquie                  | 0-2 | 0-4 |     | 2-0 |
| 4    | Israël P  | 1   | 6 | 0 | 1 | 5 | 5  | 18 | -13  |  | Israël P                   | 0-5 | 2-4 | 2-2 |     |

#### Groupe B3
| Rang | Équipe             | Pts | J | G | N | P | Bp | Bc | Diff |  | Résultats (▼ dom., ► ext.) |     |     |     |     |
| ---- | ------------------ | --- | - | - | - | - | -- | -- | ---- |  | -------------------------- | --- | --- | --- | --- |
| 1    | Portugal R         | 16  | 6 | 5 | 1 | 0 | 14 | 2  | +12  |  | Portugal R                 |     | 4-0 | 3-0 | 3-1 |
| 2    | Irlande du Nord    | 10  | 6 | 3 | 1 | 2 | 8  | 7  | +1   |  | Irlande du Nord            | 1-2 |     | 2-0 | 0-0 |
| 3    | Bosnie-Herzégovine | 7   | 6 | 2 | 1 | 3 | 4  | 9  | -5   |  | Bosnie-Herzégovine         | 0-0 | 1-3 |     | 2-1 |
| 4    | Malte P            | 1   | 6 | 0 | 1 | 5 | 2  | 10 | -8   |  | Malte P                    | 0-2 | 0-2 | 0-1 |     |

#### Groupe B4
| Rang | Équipe           | Pts | J | G | N | P | Bp | Bc | Diff |  | Résultats (▼ dom., ► ext.) |     |     |     |     |
| ---- | ---------------- | --- | - | - | - | - | -- | -- | ---- |  | -------------------------- | --- | --- | --- | --- |
| 1    | Pays de Galles R | 14  | 6 | 4 | 2 | 0 | 18 | 3  | +15  |  | Pays de Galles R           |     | 1-1 | 4-0 | 2-0 |
| 2    | Ukraine          | 11  | 6 | 3 | 2 | 1 | 11 | 4  | +7   |  | Ukraine                    | 2-2 |     | 2-0 | 2-0 |
| 3    | Croatie          | 9   | 6 | 3 | 0 | 3 | 4  | 9  | -5   |  | Croatie                    | 0-3 | 1-0 |     | 2-0 |
| 4    | Kosovo P         | 0   | 6 | 0 | 0 | 6 | 0  | 17 | -17  |  | Kosovo P                   | 0-6 | 0-4 | 0-1 |     |

#### Accession aux barrages
Les équipes en quatrième position dans chaque groupe de la Ligue B sont classées de la position 1 à la position 4 sur la base du classement général des Éliminatoires pour l'Euro 2025 (si la Suisse termine dans les 3 premiers de groupe dans cette ligue).
L’équipe classée en position 1 (29e) sera qualifiée pour les barrages.
| Rang | Équipe                   | Pts | J | G | N | P | Bp | Bc | Diff |
| ---- | ------------------------ | --- | - | - | - | - | -- | -- | ---- |
| 29   | Azerbaïdjan P (Groupe 1) | 4   | 6 | 1 | 1 | 4 | 2  | 14 | -12  |
| 30   | Malte P (Groupe 3)       | 1   | 6 | 0 | 1 | 5 | 2  | 10 | -8   |
| 31   | Israël P (Groupe 2)      | 1   | 6 | 0 | 1 | 5 | 5  | 18 | -13  |
| 32   | Kosovo P (Groupe 4)      | 0   | 6 | 0 | 0 | 6 | 0  | 17 | -17  |

### Ligue C
Légende des classements
- Qualification pour les barrages
- Qualification possible pour les barrages

#### Groupe C1
| Rang | Équipe        | Pts | J | G | N | P | Bp | Bc | Diff |  | Résultats (▼ dom., ► ext.) |     |     |     |     |
| ---- | ------------- | --- | - | - | - | - | -- | -- | ---- |  | -------------------------- | --- | --- | --- | --- |
| 1    | Biélorussie R | 18  | 6 | 6 | 0 | 0 | 19 | 0  | +19  |  | Biélorussie R              |     | 3-0 | 3-0 | 5-0 |
| 2    | Géorgie       | 10  | 6 | 3 | 1 | 2 | 6  | 7  | -1   |  | Géorgie                    | 0-2 |     | 2-2 | 1-0 |
| 3    | Lituanie      | 7   | 6 | 2 | 1 | 3 | 5  | 10 | -5   |  | Lituanie                   | 0-3 | 0-1 |     | 1-0 |
| 4    | Chypre        | 0   | 6 | 0 | 0 | 6 | 1  | 14 | -13  |  | Chypre                     | 0-3 | 0-2 | 1-2 |     |

- La Lituanie refuse de jouer ses deux matchs contre la Biélorussie en raison de l'implication biélorusse dans l'invasion russe de l'Ukraine[7]. En conséquence, l'UEFA a décidé que la Lituanie perd deux fois 3 - 0 sur tapis vert. La Fédération de Lituanie de football devra payer 5000 € d'amende.

#### Groupe C2
| Rang | Équipe            | Pts | J | G | N | P | Bp | Bc | Diff |  | Résultats (▼ dom., ► ext.) |     |     |     |     |
| ---- | ----------------- | --- | - | - | - | - | -- | -- | ---- |  | -------------------------- | --- | --- | --- | --- |
| 1    | Slovénie R        | 18  | 6 | 6 | 0 | 0 | 26 | 0  | +26  |  | Slovénie R                 |     | 6-0 | 4-0 | 2-0 |
| 2    | Lettonie          | 9   | 6 | 3 | 0 | 3 | 8  | 16 | -8   |  | Lettonie                   | 0-4 |     | 3-4 | 2-1 |
| 3    | Macédoine du Nord | 7   | 6 | 2 | 1 | 3 | 10 | 17 | -7   |  | Macédoine du Nord          | 0-5 | 1-2 |     | 1-1 |
| 4    | Moldavie          | 1   | 6 | 0 | 1 | 5 | 4  | 15 | -11  |  | Moldavie                   | 0-5 | 0-1 | 2-4 |     |

#### Groupe C3
| Rang | Équipe     | Pts | J | G | N | P | Bp | Bc | Diff |  | Résultats (▼ dom., ► ext.) |     |     |     |     |
| ---- | ---------- | --- | - | - | - | - | -- | -- | ---- |  | -------------------------- | --- | --- | --- | --- |
| 1    | Grèce R    | 16  | 6 | 5 | 1 | 0 | 17 | 4  | +13  |  | Grèce R                    |     | 2-2 | 1-0 | 6-0 |
| 2    | Monténégro | 10  | 6 | 3 | 1 | 2 | 21 | 10 | +11  |  | Monténégro                 | 2-3 |     | 5-1 | 6-1 |
| 3    | Îles Féroé | 9   | 6 | 3 | 0 | 3 | 11 | 9  | +2   |  | Îles Féroé                 | 0-2 | 2-1 |     | 4-0 |
| 4    | Andorre    | 0   | 6 | 0 | 0 | 6 | 2  | 28 | -26  |  | Andorre                    | 0-3 | 1-5 | 0-4 |     |

#### Groupe C4
| Rang | Équipe     | Pts | J | G | N | P | Bp | Bc | Diff |  | Résultats (▼ dom., ► ext.) |     |     |     |     |
| ---- | ---------- | --- | - | - | - | - | -- | -- | ---- |  | -------------------------- | --- | --- | --- | --- |
| 1    | Roumanie R | 18  | 6 | 6 | 0 | 0 | 16 | 1  | +15  |  | Roumanie R                 |     | 1-0 | 3-1 | 1-0 |
| 2    | Bulgarie   | 7   | 6 | 2 | 1 | 3 | 6  | 8  | -2   |  | Bulgarie                   | 0-3 |     | 2-3 | 0-0 |
| 3    | Arménie    | 6   | 6 | 2 | 0 | 4 | 8  | 18 | -10  |  | Arménie                    | 0-5 | 1-3 |     | 2-1 |
| 4    | Kazakhstan | 4   | 6 | 1 | 1 | 4 | 5  | 8  | -3   |  | Kazakhstan                 | 0-3 | 0-1 | 4-1 |     |

#### Groupe C5
| Rang | Équipe     | Pts | J | G | N | P | Bp | Bc | Diff |  | Résultats (▼ dom., ► ext.) |     |     |     |
| ---- | ---------- | --- | - | - | - | - | -- | -- | ---- |  | -------------------------- | --- | --- | --- |
| 1    | Albanie R  | 9   | 4 | 3 | 0 | 1 | 8  | 4  | +4   |  | Albanie R                  |     | 3-1 | 2-0 |
| 2    | Luxembourg | 5   | 4 | 1 | 2 | 1 | 5  | 6  | -1   |  | Luxembourg                 | 2-1 |     | 1-1 |
| 3    | Estonie    | 2   | 4 | 0 | 2 | 2 | 3  | 6  | -3   |  | Estonie                    | 1-2 | 1-1 |     |

#### Accession aux barrages
Les équipes en deuxième position dans chaque groupe de la Ligue C sont classées de la position 1 à la position 5 sur la base du classement général des Éliminatoires pour l'Euro 2025.
En raison de la présence d'un groupe de trois équipes (Groupe 5) dans cette ligue, les résultats contre les équipes classées quatrièmes des quatre premiers groupes (Groupe 1 à 4) ne sont pas pris en compte dans ce classement.
Les équipes classées en position 1 (38e), position 2 (39e) et position 3 (40e) seront qualifiées pour les barrages, tandis que les deux dernières équipes seront éliminées.
| Rang | Équipe                | Pts | J | G | N | P | Bp | Bc | Diff |
| ---- | --------------------- | --- | - | - | - | - | -- | -- | ---- |
| 38   | Luxembourg (Groupe 5) | 5   | 4 | 1 | 2 | 1 | 5  | 6  | -1   |
| 39   | Monténégro (Groupe 3) | 4   | 4 | 1 | 1 | 2 | 10 | 8  | +2   |
| 40   | Géorgie (Groupe 1)    | 4   | 4 | 1 | 1 | 2 | 3  | 7  | -4   |
| 41   | Bulgarie (Groupe 4)   | 3   | 4 | 1 | 0 | 3 | 5  | 8  | -3   |
| 42   | Lettonie (Groupe 2)   | 3   | 4 | 1 | 0 | 3 | 5  | 15 | -10  |

## Classement général
Légende des classements
- Promues en Ligue supérieure
- Reléguées en Ligue inférieure

Mise à jour après la 6e journée : le 16 juillet 2024
| Ligue A | Ligue A                | Ligue A                         | Ligue A | Ligue A | Ligue A | Ligue A | Ligue A | Ligue A | Ligue A | Ligue A | Ligue A |
| Rang    | Nation                 | Parcours                        | Gr.     | MJ      | G       | N       | P       | Pts     | Bp      | Bc      | Diff    |
| ------- | ---------------------- | ------------------------------- | ------- | ------- | ------- | ------- | ------- | ------- | ------- | ------- | ------- |
| 1er     | Espagne                | Meilleur premier de groupe      | 2       | 6       | 5       | 0       | 1       | 15      | 18      | 5       | +13     |
| 2e      | Allemagne              | 2e meilleur premier de groupe   | 4       | 6       | 5       | 0       | 1       | 15      | 17      | 8       | +9      |
| 3e      | France                 | 3e meilleur premier de groupe   | 3       | 6       | 4       | 0       | 2       | 12      | 8       | 7       | +1      |
| 4e      | Italie                 | 4e meilleur premier de groupe   | 1       | 6       | 2       | 3       | 1       | 9       | 8       | 3       | +5      |
|         |                        |                                 |         |         |         |         |         |         |         |         |         |
| 5e      | Islande                | Meilleur deuxième de groupe     | 4       | 6       | 4       | 1       | 1       | 13      | 11      | 5       | +6      |
| 6e      | Danemark               | 4e meilleur deuxième de groupe  | 2       | 6       | 4       | 0       | 2       | 12      | 14      | 8       | +6      |
| 7e      | Angleterre             | 3e meilleur deuxième de groupe  | 3       | 6       | 3       | 2       | 1       | 11      | 8       | 5       | +3      |
| 8e      | Pays-Bas               | 4e meilleur deuxième de groupe  | 1       | 6       | 2       | 3       | 1       | 9       | 4       | 4       | 0       |
|         |                        |                                 |         |         |         |         |         |         |         |         |         |
| 9e      | Suède                  | Meilleur troisième de groupe    | 3       | 6       | 2       | 2       | 2       | 8       | 6       | 4       | +2      |
| 10e     | Norvège                | 2e meilleur troisième de groupe | 1       | 6       | 1       | 4       | 1       | 7       | 7       | 4       | +3      |
| 11e     | Autriche               | 3e meilleur troisième de groupe | 4       | 6       | 2       | 1       | 3       | 7       | 10      | 12      | -2      |
| 12e     | Belgique               | 4e meilleur troisième de groupe | 2       | 6       | 1       | 1       | 4       | 4       | 5       | 18      | -13     |
|         |                        |                                 |         |         |         |         |         |         |         |         |         |
| 13e     | Finlande P             | Meilleur quatrième de groupe    | 1       | 6       | 1       | 2       | 3       | 5       | 4       | 12      | -8      |
| 14e     | Tchéquie P             | 2e meilleur quatrième de groupe | 2       | 6       | 1       | 1       | 4       | 4       | 6       | 12      | -6      |
| 15e     | République d'Irlande P | 3e meilleur quatrième de groupe | 3       | 6       | 1       | 0       | 5       | 3       | 4       | 10      | -6      |
| 16e     | Pologne P              | 4e meilleur quatrième de groupe | 4       | 6       | 0       | 0       | 6       | 0       | 4       | 17      | -13     |

| Ligue B | Ligue B            | Ligue B                         | Ligue B | Ligue B | Ligue B | Ligue B | Ligue B | Ligue B | Ligue B | Ligue B | Ligue B |
| Rang    | Nation             | Parcours                        | Gr.     | MJ      | G       | N       | P       | Pts     | Bp      | Bc      | Diff    |
| ------- | ------------------ | ------------------------------- | ------- | ------- | ------- | ------- | ------- | ------- | ------- | ------- | ------- |
| 17e     | Portugal R         | Meilleur premier de groupe      | 3       | 6       | 5       | 1       | 0       | 16      | 14      | 2       | +12     |
| 18e     | Écosse R           | 2e meilleur premier de groupe   | 2       | 6       | 5       | 1       | 0       | 16      | 13      | 1       | +12     |
| 19e     | Suisse R           | 3e meilleur premier de groupe   | 1       | 6       | 5       | 0       | 1       | 15      | 14      | 3       | +11     |
| 20e     | Pays de Galles R   | 4e meilleur premier de groupe   | 4       | 6       | 4       | 2       | 0       | 14      | 18      | 3       | +15     |
|         |                    |                                 |         |         |         |         |         |         |         |         |         |
| 21e     | Serbie             | Meilleur deuxième de groupe     | 2       | 6       | 4       | 1       | 1       | 13      | 11      | 4       | +7      |
| 22e     | Ukraine            | 2e meilleur deuxième de groupe  | 4       | 6       | 3       | 2       | 1       | 11      | 11      | 4       | +7      |
| 23e     | Irlande du Nord    | 3e meilleur deuxième de groupe  | 3       | 6       | 3       | 1       | 2       | 10      | 8       | 7       | +1      |
| 24e     | Turquie P          | 4e meilleur deuxième de groupe  | 1       | 6       | 3       | 0       | 3       | 9       | 8       | 8       | 0       |
|         |                    |                                 |         |         |         |         |         |         |         |         |         |
| 25e     | Croatie            | Meilleur troisième de groupe    | 4       | 6       | 3       | 0       | 3       | 9       | 4       | 9       | -5      |
| 26e     | Hongrie            | 2e meilleur troisième de groupe | 1       | 6       | 2       | 1       | 3       | 7       | 10      | 9       | +1      |
| 27e     | Bosnie-Herzégovine | 3e meilleur troisième de groupe | 3       | 6       | 2       | 1       | 3       | 7       | 4       | 9       | -5      |
| 28e     | Slovaquie          | 4e meilleur troisième de groupe | 2       | 6       | 1       | 1       | 4       | 4       | 5       | 11      | -6      |
|         |                    |                                 |         |         |         |         |         |         |         |         |         |
| 29e     | Azerbaïdjan P      | Meilleur quatrième de groupe    | 1       | 6       | 1       | 1       | 4       | 4       | 2       | 14      | -12     |
| 30e     | Malte P            | 2e meilleur quatrième de groupe | 3       | 6       | 0       | 1       | 5       | 1       | 2       | 10      | -8      |
| 31e     | Israël P           | 3e meilleur quatrième de groupe | 2       | 6       | 0       | 1       | 5       | 1       | 5       | 18      | -13     |
| 32e     | Kosovo P           | 4e meilleur quatrième de groupe | 4       | 6       | 0       | 0       | 6       | 0       | 0       | 17      | -17     |

| Ligue C | Ligue C           | Ligue C                         | Ligue C | Ligue C | Ligue C | Ligue C | Ligue C | Ligue C | Ligue C | Ligue C | Ligue C |
| Rang    | Nation            | Parcours                        | Gr.     | MJ      | G       | N       | P       | Pts     | Bp      | Bc      | Diff    |
| ------- | ----------------- | ------------------------------- | ------- | ------- | ------- | ------- | ------- | ------- | ------- | ------- | ------- |
| 33e     | Slovénie R        | Meilleur premier de groupe      | 2       | 4       | 4       | 0       | 0       | 12      | 19      | 0       | +19     |
| 34e     | Roumanie R        | 2e meilleur premier de groupe   | 4       | 4       | 4       | 0       | 0       | 12      | 12      | 1       | +11     |
| 35e     | Biélorussie R     | 3e meilleur premier de groupe   | 1       | 4       | 4       | 0       | 0       | 12      | 11      | 0       | +11     |
| 36e     | Grèce R           | 4e meilleur premier de groupe   | 3       | 4       | 3       | 1       | 0       | 10      | 8       | 4       | +4      |
| 37e     | Albanie R         | 5e meilleur premier de groupe   | 5       | 4       | 3       | 0       | 1       | 9       | 8       | 4       | +4      |
|         |                   |                                 |         |         |         |         |         |         |         |         |         |
| 38e     | Luxembourg        | Meilleur deuxième de groupe     | 5       | 4       | 1       | 2       | 1       | 5       | 5       | 6       | -1      |
| 39e     | Monténégro        | 2e meilleur deuxième de groupe  | 3       | 4       | 1       | 1       | 2       | 4       | 10      | 8       | +2      |
| 40e     | Géorgie           | 4e meilleur deuxième de groupe  | 1       | 4       | 1       | 1       | 2       | 4       | 3       | 7       | -4      |
| 41e     | Bulgarie          | 3e meilleur deuxième de groupe  | 4       | 4       | 1       | 0       | 3       | 3       | 5       | 8       | -3      |
| 42e     | Lettonie          | 5e meilleur deuxième de groupe  | 2       | 4       | 1       | 0       | 3       | 3       | 5       | 15      | -10     |
|         |                   |                                 |         |         |         |         |         |         |         |         |         |
| 43e     | Îles Féroé        | Meilleur troisième de groupe    | 3       | 4       | 1       | 0       | 3       | 3       | 3       | 9       | -6      |
| 44e     | Arménie           | 2e meilleur troisième de groupe | 4       | 4       | 1       | 0       | 3       | 3       | 5       | 13      | -8      |
| 45e     | Macédoine du Nord | 3e meilleur troisième de groupe | 2       | 4       | 1       | 0       | 3       | 3       | 5       | 14      | -9      |
| 46e     | Estonie           | 4e meilleur troisième de groupe | 5       | 4       | 0       | 2       | 2       | 2       | 3       | 6       | -3      |
| 47e     | Lituanie          | 5e meilleur troisième de groupe | 1       | 4       | 0       | 1       | 3       | 1       | 2       | 9       | -7      |
|         |                   |                                 |         |         |         |         |         |         |         |         |         |
| 48e     | Kazakhstan        | Meilleur quatrième de groupe    | 4       | 6       | 1       | 1       | 4       | 4       | 5       | 8       | -3      |
| 49e     | Moldavie          | 2e meilleur quatrième de groupe | 2       | 6       | 0       | 1       | 5       | 1       | 4       | 15      | -11     |
| 50e     | Chypre            | 3e meilleur quatrième de groupe | 1       | 6       | 0       | 0       | 6       | 0       | 1       | 14      | -13     |
| 51e     | Andorre           | 4e meilleur quatrième de groupe | 3       | 6       | 0       | 0       | 6       | 0       | 2       | 28      | -26     |

### Promotions  et relégations
| Promotions | Promotions        | Promotions        | Promotions |
| Groupe     | Ligue B → Ligue A | Ligue C → Ligue B |            |
| ---------- | ----------------- | ----------------- | ---------- |
| Groupe 1   | Suisse            | Biélorussie       |            |
| Groupe 2   | Écosse            | Slovénie          |            |
| Groupe 3   | Portugal          | Grèce             |            |
| Groupe 4   | Pays de Galles    | Roumanie          |            |
| Groupe 5   |                   | Albanie           |            |

| Relégations | Relégations          | Relégations       | Relégations |
| Groupe      | Ligue A → Ligue B    | Ligue B → Ligue C |             |
| ----------- | -------------------- | ----------------- | ----------- |
| Groupe 1    | Finlande             | Azerbaïdjan       |             |
| Groupe 2    | Tchéquie             | Slovaquie Israël  |             |
| Groupe 3    | République d'Irlande | Malte             |             |
| Groupe 4    | Pologne              | Kosovo            |             |

## Barrages

### Premier tour
| Équipe             | Aller  | Total  | Retour   | Équipe               |
| Voie 1             | Voie 1 | Voie 1 | Voie 1   | Voie 1               |
| ------------------ | ------ | ------ | -------- | -------------------- |
| Roumanie           | 1 - 2  | 2 - 6  | 1 - 4    | Pologne              |
| Grèce              | 0 - 0  | 0 - 5  | 0 - 5    | Belgique             |
| Monténégro         | 0 - 1  | 0 - 6  | 0 - 5    | Finlande             |
| Géorgie            | 0 - 6  | 0 - 9  | 0 - 3    | République d'Irlande |
| Slovénie           | 0 - 3  | 1 - 5  | 1 - 2    | Autriche             |
| Luxembourg         | 0 - 4  | 0 - 12 | 0 - 8    | Suède                |
| Biélorussie        | 1 - 8  | 1 - 8  | 0 - 0    | Tchéquie             |
| Albanie            | 0 - 5  | 0 - 14 | 0 - 9    | Norvège              |
| Voie 2             |        |        |          |                      |
| Turquie            | 1 - 1  | 1 - 3  | 0 - 2    | Ukraine              |
| Croatie            | 1 - 1  | 1 - 2  | 0 - 1 ap | Irlande du Nord      |
| Bosnie-Herzégovine | 2 - 2  | 3 - 6  | 1 - 4    | Serbie               |
| Azerbaïdjan        | 1 - 4  | 1 - 8  | 0 - 4    | Portugal             |
| Hongrie            | 0 - 1  | 0 - 5  | 0 - 4    | Écosse               |
| Slovaquie          | 2 - 1  | 2 - 3  | 0 - 2 ap | Pays de Galles       |

### Deuxième tour
| Équipe          | Aller | Total | Retour | Équipe               |
| --------------- | ----- | ----- | ------ | -------------------- |
| Portugal        | 1 - 1 | 3 - 2 | 2 - 1  | Tchéquie             |
| Écosse          | 0 - 0 | 0 - 2 | 0 - 2  | Finlande             |
| Ukraine         | 0 - 2 | 1 - 4 | 1 - 2  | Belgique             |
| Pays de Galles  | 1 - 1 | 3 - 2 | 2 - 1  | République d'Irlande |
| Pologne         | 1 - 0 | 2 - 0 | 1 - 0  | Autriche             |
| Irlande du Nord | 0 - 4 | 0 - 7 | 0 - 3  | Norvège              |
| Serbie          | 0 - 2 | 0 - 8 | 0 - 6  | Suède                |

## Liste des qualifiés
| Équipe         | Raison                        |
| -------------- | ----------------------------- |
| Suisse         | Pays hôte                     |
| Italie         | Ligue A, groupe 1 - 1re place |
| Pays-Bas       | Ligue A, groupe 1 - 2e place  |
| Espagne        | Ligue A, groupe 2 - 1re place |
| Danemark       | Ligue A, groupe 2 - 2e place  |
| France         | Ligue A, groupe 3 - 1re place |
| Angleterre     | Ligue A, groupe 3 - 2e place  |
| Allemagne      | Ligue A, groupe 4 - 1re place |
| Islande        | Ligue A, groupe 4 - 2e place  |
| Portugal       | Barrages                      |
| Norvège        | Barrages                      |
| Finlande       | Barrages                      |
| Pologne        | Barrages                      |
| Suède          | Barrages                      |
| Belgique       | Barrages                      |
| Pays de Galles | Barrages                      |